# Пушкинский городской округ
Пу́шкинский городской округ или городской округ Пушкинский — муниципальное образование, расположенное на северо-востоке Московской области России. В рамках административно-территориального устройства ему соответствует город областного подчинения Пушкино с административной территорией.
Административный центр — город Пушкино.

## География
Городской округ Пушкинский граничит с городскими округами Московской области: на северо-западе — Дмитровским, на севере — Сергиево-Посадским, на юго-востоке — Королёвом, на юго-западе — Мытищи (и эксклавом Москвы, посёлком Акулово, ВАО), на востоке — Щёлково, а также с Владимирской областью.
Площадь городского округа после присоединения Ивантеевки и Красноармейска составляет 742,49 км².

### Гидрография
Основные реки — Клязьма, Уча, Серебрянка, Скалба, Талица, Сумерь, Воря, Вязь, Прорваниха, Кокотка, Ольшанка. По территории Пушкинского городского округа также протекают реки Ветелка, Махра, Яхрома, Метелка, Песочная, Торгоша, Черничка, Ершовка, Плакса.
Основные озёра — Травинское озеро в Пушкино, Цернское озеро (затопленный карьер), озеро Надежды в Ельдигино.
Границы Пушкинского городского округа проходят по берегам Учинского и Пестовского водохранилищ.

### Климат
Климат в Пушкинском городском округе относится к умеренно-континентальному, находится под влиянием воздушных масс, идущих с Атлантики и Арктики. Господствующие ветры: северо-западного и юго-западного направлений.

### Рельеф
Пушкинский городской округ расположен на южных склонах Клинско-Дмитровской гряды Русской равнины. Абсолютные высоты от 136 м (Лесные Поляны) до 240 м (Нововоронино). Сохранились следы древних оледенений.

### Природная зона
Лесная. Подзона широколиственных и хвойных лесов с элементами степной флоры.

## История
6 мая 2019 года Пушкинский муниципальный район был упразднён, а все входившие в него городские и сельские поселения (городские поселения Ашукино, Зеленоградский, Лесной, Правдинский, Пушкино, Софрино, Черкизово, сельские поселения Ельдигинское, Тарасовское, Царёвское) объединены в новое единое муниципальное образование — Пушкинский городской округ. Административный центр — город областного подчинения Московской области Пушкино.
23 июля 2019 года Пушкинский район как административно-территориальная единица области был упразднён, а вместо него образована новая административно-территориальная единица — город областного подчинения Пушкино с административной территорией.
19 ноября 2020 года был принят закон об объединении трёх городских округов: Пушкинского, Красноармейска и Ивантеевки. 30 декабря Ивантеевка и Красноармейск были переподчинены городу Пушкино, что дополнительно было подтверждено в январе 2021 года.

## Население
| 2020    | 2021     | 2023     | 2024     |
| ------- | -------- | -------- | -------- |
| 178 536 | ↗299 385 | ↗300 650 | ↗300 898 |

### Национальный состав
По итогам переписи населения 2020 года проживали следующие национальности (национальности менее 0,1 % и другое, см. в сноске к строке «Другие»):
| Национальность | Численность, чел. | Доля     |
| -------------- | ----------------- | -------- |
| Русские        | 204 568           | 68,33 %  |
| Армяне         | 2079              | 0,69 %   |
| Таджики        | 1948              | 0,65 %   |
| Украинцы       | 1847              | 0,62 %   |
| Татары         | 1836              | 0,61 %   |
| Узбеки         | 1203              | 0,40 %   |
| Белорусы       | 562               | 0,19 %   |
| Молдаване      | 437               | 0,15 %   |
| Киргизы        | 378               | 0,13 %   |
| Чуваши         | 351               | 0,12 %   |
| Азербайджанцы  | 323               | 0,11 %   |
| Другие         | 83 853            | 28,00 %  |
| Итого          | 299 385           | 100,00 % |

## Населённые пункты
В Пушкинском городском округе 90 населённых пунктов. Их список представлен ниже.
| №  | Населённый пункт    | Тип                     | Население | Бывшее муниципальное образование   |
| -- | ------------------- | ----------------------- | --------- | ---------------------------------- |
| 1  | Аксёнки             | деревня                 | ↗13       | сельское поселение Царёвское       |
| 2  | Алёшино             | деревня                 | ↗241      | сельское поселение Ельдигинское    |
| 3  | Артёмово            | деревня                 | ↗38       | городское поселение Ашукино        |
| 4  | Ашукино             | посёлок городского типа | ↗8789     | городское поселение Ашукино        |
| 5  | Балабаново          | деревня                 | ↗6        | городское поселение Софрино        |
| 6  | Барково             | село                    | ↗403      | сельское поселение Царёвское       |
| 7  | Березняки           | деревня                 | ↘24       | сельское поселение Царёвское       |
| 8  | Бортнево            | деревня                 | ↗26       | городское поселение Софрино        |
| 9  | Братовщина          | село                    | ↗1394     | городское поселение Правдинский    |
| 10 | Василёво            | деревня                 | ↗102      | городское поселение Ашукино        |
| 11 | Васюково            | деревня                 | ↗12       | городское поселение Софрино        |
| 12 | Введенское          | деревня                 | ↗210      | сельское поселение Царёвское       |
| 13 | Володкино           | деревня                 | ↗4        | городское поселение Ашукино        |
| 14 | Герасимиха          | деревня                 | ↗20       | городское поселение Ашукино        |
| 15 | Горенки             | деревня                 | ↘8        | городское поселение Ашукино        |
| 16 | Грибаново           | деревня                 | ↘6        | городское поселение Ашукино        |
| 17 | Грибово             | деревня                 | ↘8        | сельское поселение Царёвское       |
| 18 | Григорково          | деревня                 | ↘18       | городское поселение Софрино        |
| 19 | Данилово            | деревня                 | ↗254      | городское поселение Ашукино        |
| 20 | Дарьино             | деревня                 | ↗40       | сельское поселение Ельдигинское    |
| 21 | Доброе              | посёлок                 | ↘113      | сельское поселение Царёвское       |
| 22 | Доровское           | посёлок                 | ↘64       | сельское поселение Царёвское       |
| 23 | Ельдигино           | село                    | ↘1172     | сельское поселение Ельдигинское    |
| 24 | Жилкино             | деревня                 | ↗8        | городское поселение Ашукино        |
| 25 | Жуковка             | деревня                 | ↗198      | сельское поселение Царёвское       |
| 26 | Зверосовхоза        | посёлок                 | ↗2110     | сельское поселение Царёвское       |
| 27 | Зеленоградский      | посёлок городского типа | ↘5325     | городское поселение Зеленоградский |
| 28 | Зелёный             | посёлок                 | ↗19       | сельское поселение Царёвское       |
| 29 | Зелёный Городок     | посёлок                 | ↘914      | городское поселение Правдинский    |
| 30 | Зимогорье           | деревня                 | ↗68       | городское поселение Зеленоградский |
| 31 | Ивантеевка          | город                   | ↗83 941   | городской округ Ивантеевка         |
| 32 | Ивошино             | деревня                 | ↗7        | сельское поселение Царёвское       |
| 33 | Комягино            | село                    | ↘54       | сельское поселение Царёвское       |
| 34 | Коптелино           | деревня                 | ↗245      | сельское поселение Царёвское       |
| 35 | Костино             | деревня                 | ↗42       | городское поселение Правдинский    |
| 36 | Кощейково           | деревня                 | ↗60       | городское поселение Лесной         |
| 37 | Красноармейск       | город                   | ↗26 606   | городской округ Красноармейск      |
| 38 | Кстинино            | деревня                 | ↘12       | сельское поселение Ельдигинское    |
| 39 | Левково             | село                    | ↗467      | сельское поселение Царёвское       |
| 40 | Лепёшки             | деревня                 | ↗250      | сельское поселение Царёвское       |
| 41 | Лесной              | посёлок городского типа | ↘10 007   | городское поселение Лесной         |
| 42 | Лесные Поляны       | посёлок                 | ↗4053     | сельское поселение Тарасовское     |
| 43 | Луговая             | деревня                 | ↘15       | городское поселение Ашукино        |
| 44 | Мартьянково         | деревня                 | ↗6        | городское поселение Ашукино        |
| 45 | Марьина Гора        | деревня                 | ↗47       | сельское поселение Ельдигинское    |
| 46 | Матюшино            | деревня                 | ↗66       | сельское поселение Ельдигинское    |
| 47 | Митрополье          | деревня                 | ↗376      | городское поселение Софрино        |
| 48 | Михайловское        | деревня                 | ↗82       | сельское поселение Царёвское       |
| 49 | Михалёво            | деревня                 | ↗27       | сельское поселение Ельдигинское    |
| 50 | Могильцы            | деревня                 | ↗198      | городское поселение Софрино        |
| 51 | Мураново            | деревня                 | ↗224      | городское поселение Ашукино        |
| 52 | Нагорное            | деревня                 | ↗168      | городское поселение Зеленоградский |
| 53 | Нагорное            | посёлок                 | ↗922      | сельское поселение Царёвское       |
| 54 | Назарово            | деревня                 | ↘107      | сельское поселение Царёвское       |
| 55 | Невзорово           | деревня                 | ↗25       | сельское поселение Царёвское       |
| 56 | Никольское          | деревня                 | ↗21       | городское поселение Софрино        |
| 57 | Никулино            | деревня                 | ↗32       | сельское поселение Царёвское       |
| 58 | Нововоронино        | деревня                 | ↗741      | городское поселение Софрино        |
| 59 | Ординово            | деревня                 | ↗10       | сельское поселение Ельдигинское    |
| 60 | Останкино           | деревня                 | ↘12       | сельское поселение Царёвское       |
| 61 | Папертники          | деревня                 | ↗15       | городское поселение Ашукино        |
| 62 | Паршино             | хутор                   | ↗27       | сельское поселение Царёвское       |
| 63 | Петушки             | деревня                 | ↗9        | сельское поселение Ельдигинское    |
| 64 | Подвязново          | деревня                 | ↗40       | городское поселение Ашукино        |
| 65 | Правдинский         | посёлок городского типа | ↘9897     | городское поселение Правдинский    |
| 66 | Путилово            | село                    | ↗118      | сельское поселение Царёвское       |
| 67 | Пушкино             | город                   | ↘111 580  | городское поселение Пушкино        |
| 68 | Раково              | деревня                 | ↗143      | сельское поселение Ельдигинское    |
| 69 | Рахманово           | село                    | ↗141      | городское поселение Ашукино        |
| 70 | Санатория «Тишково» | посёлок                 | ↘470      | сельское поселение Ельдигинское    |
| 71 | Семёновское         | село                    | ↗29       | сельское поселение Ельдигинское    |
| 72 | Софрино             | посёлок городского типа | →15 001   | городское поселение Софрино        |
| 73 | Софрино             | село                    | ↗56       | городское поселение Софрино        |
| 74 | Старое Село         | деревня                 | ↘8        | сельское поселение Царёвское       |
| 75 | Степаньково         | деревня                 | ↘325      | сельское поселение Ельдигинское    |
| 76 | Талицы              | деревня                 | ↗307      | городское поселение Софрино        |
| 77 | Тарасовка           | село                    | ↗2807     | сельское поселение Тарасовское     |
| 78 | Тишково             | село                    | ↘145      | сельское поселение Ельдигинское    |
| 79 | Фёдоровское         | деревня                 | ↘123      | сельское поселение Царёвское       |
| 80 | Фомкино             | деревня                 | ↗17       | сельское поселение Царёвское       |
| 81 | Хлопенево           | деревня                 | ↘0        | городское поселение Софрино        |
| 82 | Царёво              | село                    | ↗588      | сельское поселение Царёвское       |
| 83 | Цернское            | деревня                 | ↗53       | городское поселение Софрино        |
| 84 | Чекмово             | деревня                 | ↗13       | сельское поселение Царёвское       |
| 85 | Челюскинский        | посёлок                 | ↘2428     | сельское поселение Тарасовское     |
| 86 | Черкизово           | посёлок городского типа | ↘4186     | городское поселение Черкизово      |
| 87 | Чернозёмово         | деревня                 | ↗14       | сельское поселение Ельдигинское    |
| 88 | Шаблыкино           | деревня                 | ↘10       | сельское поселение Царёвское       |
| 89 | Щеглово             | деревня                 | ↗10       | городское поселение Софрино        |
| 90 | Якшино              | деревня                 | ↗13       | сельское поселение Ельдигинское    |

## Общая карта
Легенда карты:
|  | Более 80 000 жителей  |
|  | 10 000—30 000 жителей |
|  | 5000—10 000 жителей   |
|  | 1000—5000 жителей     |
|  | 500—1000 жителей      |

## Экономика
Основные предприятия:
- ООО «Художественно-производственное предприятие „Софрино“ Русской Православной Церкви»,
- ООО «Глицерин Солюшен» ,
- ООО «Софринский Металообрабатывающий завод» ,
- ООО «РостАгроКомплекс»,
- ООО «Гиперглобус»,
- ЗАО «КСТ» ,
- АО "ЛВЗ «Топаз»,
- АО «Зеленоградское»,
- ООО «Позит»,
- ООО «Предприятие ВГТ»,
- ЗАО «ВИНГС-М»,
- ООО "МК"Сторосс",
- ООО «Каравай СВ»,
- ООО «Пушкинский мясной двор»,
- группа компаний ООО «Нова Ролл»,
- ОАО «Пушкинский текстиль»
- и другие.

Предприятия производят мясомолочную, ликёро-водочную продукцию, предметы культа и религиозного назначения, текстильные изделия, лакокрасочную продукцию, компоненты органической химии, мебель, резиновые и пластмассовые изделия, электронное оборудование, противопожарные клапаны.
В 2019 году продолжается реализация крупных инвестиционных проектов: ТРЦ «Акварель» (ИММО АШАН), «PNK групп» (индустриальный парк), ГИПЕРГЛОБУС (логистика), ООО «РИО — Полимер» (переработка вторичных полимеров) д. Алешино, ООО «Бауцентр РУС» (гипермаркет строительных и отделочных материалов)..

## Наука
Научные организации в Пушкинском городском округе: ФГБНУ «Российский научно-исследовательский институт информации и технико-экономических исследований по инженерно-техническому обеспечению АПК», ФГУ «Всероссийский научно-исследовательский институт лесоводства и механизации лесного хозяйства», ФГБНУ «Всероссийский научно-исследовательский институт племенного дела», ОАО «Центральный научно-исследовательский институт бумаги».

## Образование
Система образования Пушкинского городского округа включает 83 образовательных учреждения, из них 34 муниципальные общеобразовательные школы (в том числе 2 начальные школы — детский сад, 1 начальная школа, 1 основная школа, 3 гимназии, 26 средних школ, одна общеобразовательная школа для обучающихся с ограниченными возможностями здоровья), 3 негосударственных общеобразовательных учреждения, 42 муниципальных дошкольных образовательных учреждения и 2 учреждения, оказывающих услугу дошкольного образования по программе частно-государственного партнерства, 2 учреждения дополнительного образования детей, Учебно-методический центр.
В Пушкинском городском округе действуют пять высших учебных заведений:
- Российский государственный университет туризма и сервиса
- Московский университет МВД России имени В. Я. Кикотя (факультет подготовки сотрудников для подразделений экономической безопасности и противодействия коррупции)
- Академия государственной противопожарной службы Министерства по делам ГО и ЧС и ликвидации последствий стихийных бедствий
- Институт технологии туризма
- Современная гуманитарная академия (Пушкинский филиал)

В округе работают также шесть средних специальных образовательных учреждений:
- Московский областной музыкальный колледж имени С. С. Прокофьева
- Пушкинский медицинский колледж
- Московский колледж сервиса
- Правдинский лесхоз-техникум
- Школа усовершенствования руководящего состава Ведомственная (военизированная) охрана железнодорожного транспорта ведомственной охраны МПС РФ (набор учащихся не ведётся, преподавательский состав расформирован)
- Лицей экономики, политики и права

## Здравоохранение

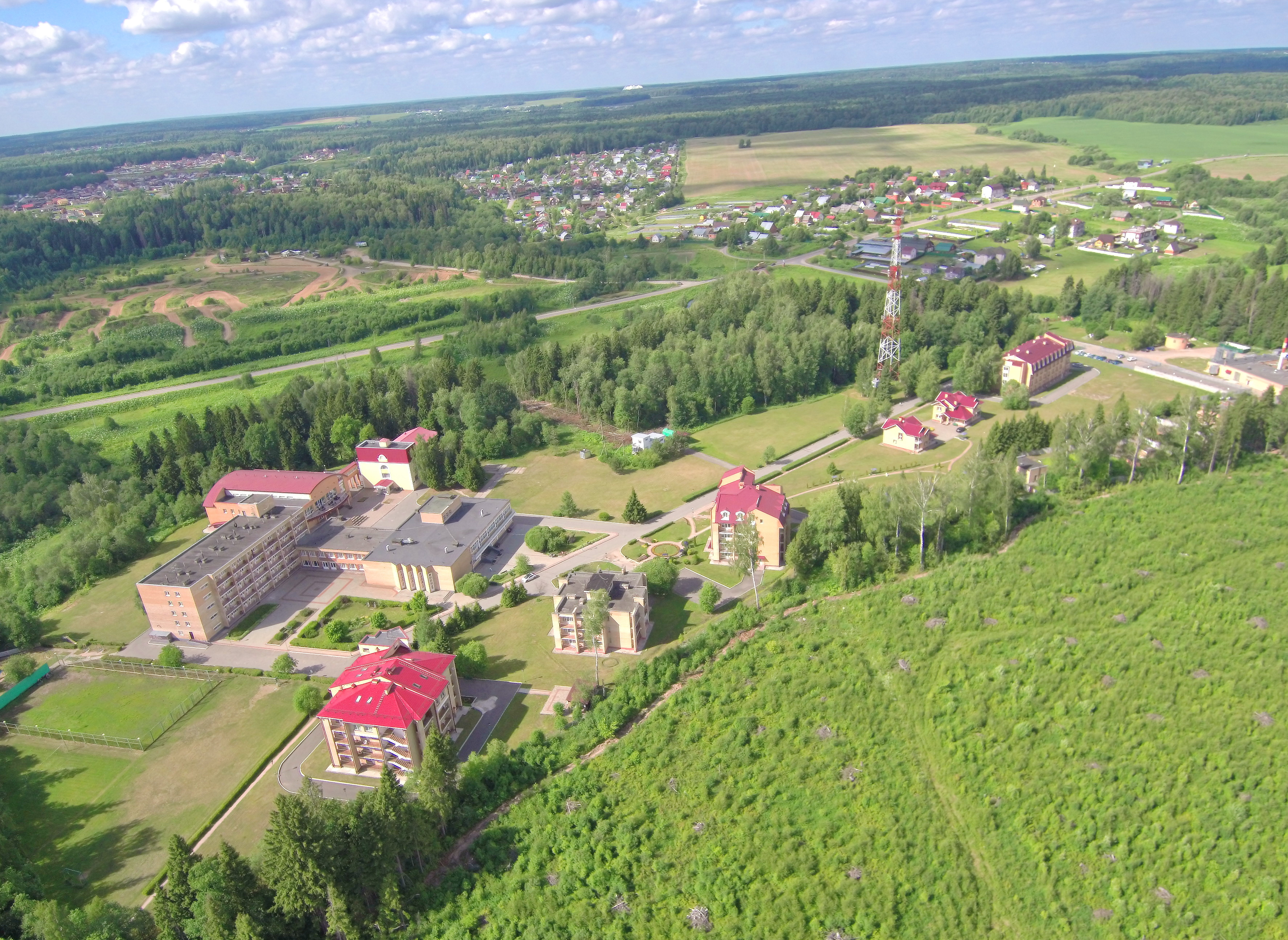
Санаторно-курортный комплекс «Виктория» в д. Раково

Структура ГБУЗ МО "МОБ им. проф. Розанова В. Н. после реорганизации:
1. Стационарные подразделения в г. Пушкино, пос. Ашукино, дер. Талицы, с образовательными базами: 1-го МГМУ им И. М. Сеченова и кафедры организации здравоохранения МОНИКИ им М. Ф. Владимирского.
2. Специализированные детская и взрослая поликлиники г. Пушкино.
3. Семь взросло-детских поликлиник.
4. Восемь врачебных амбулаторий.
5. Девять фельдшерско-акушерских пунктов.
6. Центр общей врачебной практики в пос. Челюскинский.
7. Центр борьбы со СПИД в по. Правдинский.
8. Женская консультация в г. Пушкино.
9. Кожно-венерологический диспансер в г. Пушкино.
10. Психоневрологический диспансер в г. Пушкино.
11. Диспансерно-поликлиническое отделение г. Пушкино филиала № 1 ГБУЗ МО «Московский областной клинический наркологический диспансер»

## Культура
См. также: Памятники культурного наследия Пушкинского района
В настоящее время в Пушкинском городском округе осуществляют деятельность более 50 учреждений культуры — 12 домов культуры, 4 музыкальные и 1 художественная школа, 31 библиотека (2 — областные) и несколько музеев, включая Пушкинский краеведческий музей.